# Entertainment One
，通常縮寫為eOne，是一間加拿大的跨國娛樂公司，目前是美國玩具製造商孩之寶的子公司。該公司總部位於安大略省的多倫多，主要從事電影、音樂和電視連續劇的收購、發行和製作。該公司在倫敦證券交易所上市，直到2019年12月30日被孩之寶收購。2023年8月，孩之宝宣布将以5亿美元的价格将资产出售给狮门影业。该交易预计将于2023年12月最后一周完成（交易截止日期为当年12月26日或27日左右）。

## 外部連結
- 官方网站 （英文）